# Wilhelm Ehlers (Politiker)
Wilhelm Ehlers (* 10. Dezember 1908 in Horneburg; † 18. Juli 1998 in  Stade) war ein deutscher Politiker (SPD). Er war von 1959 bis 1974 Mitglied des Niedersächsischen Landtags.

## Leben
Ehlers besuchte die Volksschule und das Gymnasium in Stade. Er schloss seine Schulausbildung mit der mittleren Reife ab. Zwischen den Jahren 1927 bis 1938 lebte er in den USA und wurde hier zum Maurer ausgebildet. Im Jahr 1939 begann er in Buxtehude die Staatsbauschule bis zum Jahr 1941 zu besuchen. Im Jahr 1941 legte er das Examen als Ingenieur im Zweig Tiefbau ab. Zwischen 1942 und 1945 war er Kriegsteilnehmer im Zweiten Weltkrieg und war Teilnehmer des Krieges gegen die Sowjetunion. Im Krieg wurde er zweimal schwer verwundet und geriet im Jahr 1945 in sowjetische Kriegsgefangenschaft. Nach seiner Entlassung aus der Gefangenschaft begann er im Jahr 1950 eine Anstellung als Architekt bei der Wohnstättengenossenschaft für Kreis und Stadt Stade. Er war Mitglied des Verwaltungsrates der Stadtsparkasse Stade und des Sparkassen- und Giroverbandsvorstandes in Hannover.

## Politische Karriere
Ehlers wurde 1954 Kreisvereinsvorsitzender und zum Mitglied des Bezirksvorstandes der SPD gewählt. Er war Mitglied des Kreistages und Ratsherr der Stadt Stade. Ferner wurde er als Mitglied des Niedersächsischen Landtages der vierten bis siebten Wahlperiode vom 6. Mai 1959 bis 20. Juni 1974 gewählt.

## Auszeichnungen
- 1973: Verdienstkreuz Erster Klasse des Verdienstordens der Bundesrepublik Deutschland[1]